# Orłowo (powiat sierpecki)
Orłowo – wieś w Polsce położona w województwie mazowieckim, w powiecie sierpeckim, w gminie Zawidz.
W latach 1975–1998 miejscowość należała administracyjnie do województwa płockiego.